# Fiberproteiner

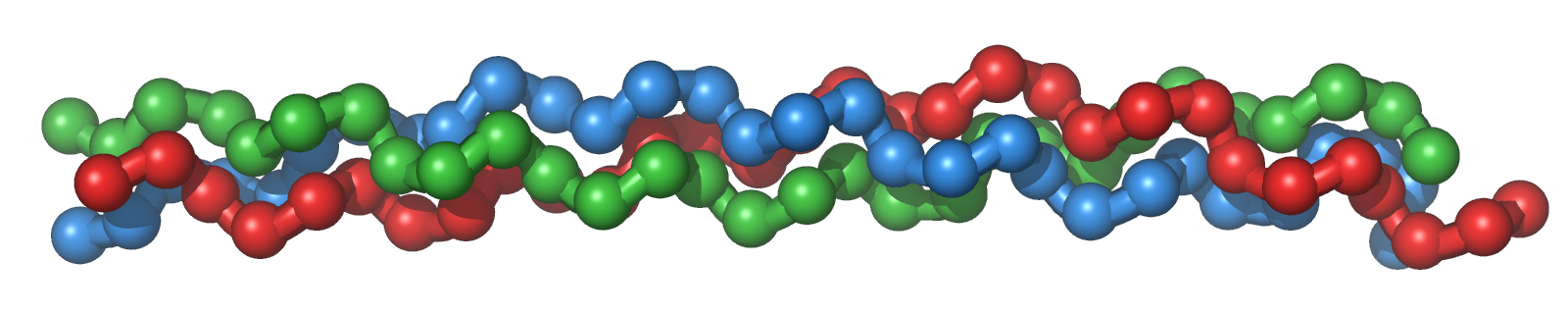
Kollagen, ett fiberprotein.

Fiberproteiner (även skleroproteiner eller fibrösa proteiner) är proteiner med en långsmal, utsträckt tertiärstruktur. Motsatsen är globulära proteiner. De fibrösa proteinerna är starka och ger flexibilitet, är olösliga i vatten, och finns bland annat i brosk, naglar och hår. Proteinerna är framförallt keratin och kollagen. 
Keratin finns i huvudsak i hår och hud och består av två alfa-helixar som twistar sig om varandra och bildar alfa-helix coiled coil (superhelix). Liknade struktur finns i intermediära filament (del av cytoskelettet) och muskelproteiner som myosin och tropomyosin. Det är svaga van der Waals krafter och joninteraktioner som gör att de två helixarna integrerar med varandra. Disulfidbindningar (SS-bindningar) kan också uppstå genom att två tioler (merkaptaner) integrerar med varandra, oftast är det två cysteindelar som bildar denna bindningen. Ju fler disulfidbindningar desto hårdare är materialet. Hår har få, horn har många. 
Det extracellulära proteinet kollagen finns i huden, ben, senor, brosk och tänder. Det består av tre spiralformade (helixar) polypetidkedjor som är rika på glycin och hydroxyprolin (derivat från prolin). Kollagenhelix saknar vätebindningar och stabiliseras istället av att pyrrolidinringar som består av prolin och hydroxyprolin repellerar varandra. Mellan helixarna uppstår vätebindningar. Glycin fyller insidan av spiralen. Om en annan aminosyra kan ersätta glycin kan det ge upphov till osteogenesis imperfecta (ofullständig benbildning) som ofta ger benskörhet, kortväxthet, blå ögonvitor och hjärtsvikt på grund av klaffel.